# جون بوستوك (قس)
جون بوستوك (بالفرنسية: John Bost)‏ (و. 1817 – 1881 م) هو قسيس، وعازف بيانو سويسري، يستخدم آلات بيانو، توفي في الدائرة السادسة في باريس، عن عمر يناهز 64 عاماً.

## التعليم
تعلم في Faculté libre de théologie protestante de Montauban ‏
.

## جوائز
حصل على جوائز منها:
- وسام جوقة الشرف من رتبة فارس (11 ديسمبر 1866)[2]
- Montyon prix de vertu  [لغات أخرى]‏ (1860)